# Парламентарни избори в България (1894)
Парламентарните избори за VIII народно събрание са проведени на 23 септември 1894 г., няколко месеца след като княз Фердинанд назначава с указ правителството на Константин Стоилов.
Управляващата Народна партия на Стоилов печели изборите с мнозинство, а втора сила в парламента стават партньорите им в правителството от Либерална партия (радослависти). Други партии, които имат представителство са съединистите, Прогресивнолибералната партия на Драган Цанков и Либералната партия на Петко Каравелов. Необичайно много хора гласуват. За тези избори Алеко Константинов пише „По изборите в Свищов“.

### Резултати
| Партия                          | Места |
| ------------------------------- | ----- |
| Народна партия                  | 87    |
| Либерална партия (радослависти) | 27    |
| Съединистка партия              | 27    |
| Прогресивнолиберална партия     | 8     |
| Либерална партия                | 3     |
| Други                           | 15    |